# 薛煥
薛煥（1815年—1880年），字觐堂，四川興文縣人。清朝官員。

## 生平
道光二十四年甲辰恩科四川鄉試第24名舉人出身。道光二十九年（1849年），选授江苏金山县知县，捐知府。咸丰四年（1854年）因隨軍鎮壓小刀會有功，得到朝廷記名表彰，不久升松江府知府。咸豐五年（1855年）調任蘇州府知府。次年加捐鹽運使銜，咸豐七年（1857年）升道員，次年升江蘇按察使。
咸豐十年（1860年）太平軍「二破江南大營」，两江总督何桂清潛逃上海，江蘇巡撫徐有壬戰歿的緊急時刻，任江蘇布政使的薛煥接任江蘇巡撫、署(代理)兩江總督，兼五口通商大臣，最早先見奏請朝廷先「購買巨艦大炮」佈置上海防務，後曾國藩於1861年四月接兩江總督，李鴻章接江蘇巡撫；煥後任钦差大臣，在上海督办洋务，旋即进京，署礼部左侍郎，继改调工部右侍郎。
同治三年，署都察院左副都御史、通政使司通政使。同治五年离职回籍。光绪元年（1875年）曾赴云南办理“马嘉理案”。光绪六年病死于宜宾。